# 興国
興国（、旧字体：興國）は、日本の南北朝時代の元号の一つ。南朝方にて使用された。延元の後、正平の前。1340年から1346年までの期間を指す。この時代の天皇は、南朝方が後村上天皇、北朝方が光明天皇。室町幕府将軍は足利尊氏。

## 改元
- 延元5年4月28日（ユリウス暦1340年5月25日） 改元
- 興国7年12月8日（ユリウス暦1347年1月20日） 正平に改元

## 興国期におきた出来事
- 「興国四年の戦い」（「尾野尻の戦い」）

興国四年、豊後の大友氏が、阿蘇氏の本拠であった、隣国肥後の矢部郷に攻め入った。「興国四年の戦い」または「尾野尻の戦い」とも呼ばれている。阿蘇氏の家臣は、御岳にある眺めの良い小高い丘（地元の伝承では山城があった場所と言われており、空濠がある。　『熊本の中世城址』には載っていない）に大友軍を誘導。あらかじめ埋めておいた爆薬に火をつけ、千人余里の兵を蹴散らしたという。火薬が爆発した響きは、ものすごい音であったという。爆薬のしかけは、土呂久鉱山の労働者（現、宮崎・高千穂町）を使った。
戦いより二百年余りたち、地元の男成・田所の人々が供養のために、板碑を建てて弔った。これを「千人灰塔」と呼び、山林に二基建っている。うち1基は、かなり大きいサイズである。
平成13年、地元で郷土史を学んでいる「いきいき大学」と「婦人学級」の生徒が、説明のために二本の標柱を建てた。
近くにある接続道が改良されたが、その場所に看板が無く、地元でも存在はほとんど知られていない。

## 西暦との対照表
| 興国 | 元年    | 2年     | 3年      | 4年     | 5年     | 6年      | 7年     |
| ---- | ------- | ------- | -------- | ------- | ------- | -------- | ------- |
| 西暦 | 1340年  | 1341年  | 1342年   | 1343年  | 1344年  | 1345年   | 1346年  |
| 北朝 | 暦応3年 | 暦応4年 | 康永元年 | 康永2年 | 康永3年 | 貞和元年 | 貞和2年 |
| 干支 | 庚辰    | 辛巳    | 壬午     | 癸未    | 甲申    | 乙酉     | 丙戌    |